# Centrale nucleare di Akkuyu
La centrale nucleare di Akkuyu  è una futura centrale nucleare turca situata presso la città di Büyükeceli nella provincia di Mersin nella Turchia meridionale.
Si prospetta che la centrale abbia 4 reattori VVER1200 per 4800 MW totali.

## Finanziamento
Il finanziamento è fornito da investitori russi, con il 93% dalla filiale Rosatom. Fino al 49% delle quote sarà venduto successivamente ad altri investitori. I potenziali investitori sono le società turche Park Teknik e Elektrik Üretim.

## Rischio sismico

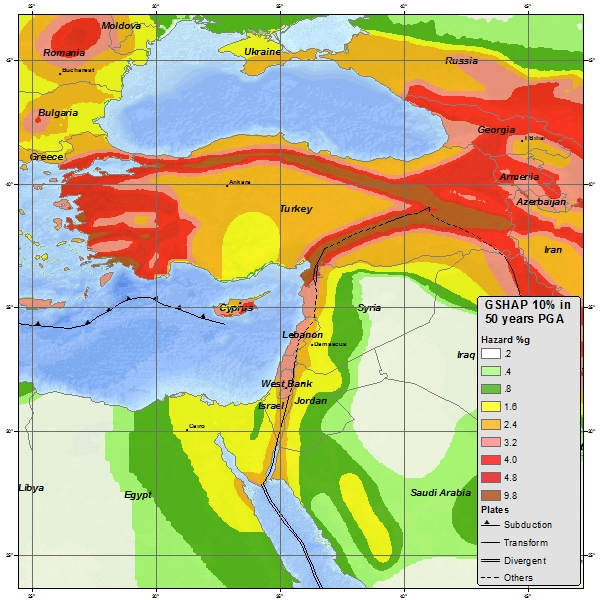
Mappa del rischio sismico in Turchia